# Vlado Novak (literarni zgodovinar)
Vlado Novak [vládo novák], slovenski literarni zgodovinar in bibliograf, * 26. junij 1916, Radovljica, † 5. oktober 1994, Celje.

## Življenje in delo
Rodil se je v družini davčnega uradnika v Radovljici na Gorenjskem. Po končani osnovni šoli v domačem kraju (1922–1927) je obiskoval klasično gimnazijo v škofovih zavodih v Šentvidu nad Ljubljano (1927–1935). Nato se je posvetil študiju slavistike na Filozofski fakulteti v Ljubljani, ki ga je uspešno zaključil dan pred drugo svetovno vojno.
Maja 1941 je pristopil v OF, kjer je v okviru slovanskega seminarja Univerze v Ljubljani do junija 1942 sodeloval pri zbiranju gradiva za kulturnozgodovinsko utemeljitev kasnejših zahtev Slovenije po Koroški in Primorju s Krasom. To delo je vodil dr. Franz Zwitter. Nato se je preživljal kot prostovoljni asistent in knjižničar na Inštitutu za slovansko filologijo Univerze v Ljubljani (od novembra 1942 do oktobra 1944) ter kot pogodbeni učitelj slovenščine na Drugi ženski realni gimnaziji (Šubičevi) v Ljubljani.
Leta 1946 je začel živeti in delovati v Celju, kjer naj bi osnoval študijsko knjižnico. Iz povojne zapuščine je začel sistematično zbirati in dopolnjevati knjižnični fond in s tem je postavil temelje novi celjski kulturni instituciji. V teh letih je pod njegovim vodenjem knjižnice postal celjski kulturni hram eno najuglednejših tovrstnih ustanov v Sloveniji.
Leta 1967 mu je uspelo zgraditi novo knjižnico, organizirati knjižničarsko mrežo in vzgojiti dober knjižnični kader. 1975 je začel urejati celjsko domoznansko zbirko in prav njemu gre zasluga, da ima Osrednja knjižnica Celje danes eno najbogatejših domoznanskih zbirk na Slovenskem.
V času svojega delovanja je prejel več priznanj, in sicer najvišje priznanje na področju knjižničarstva, Čopovo diplomo 1967, in celjsko občinsko priznanje, Šlandrovo nagrado 1981.
Ni pisal le s področja knjižničarstva, ampak tudi slavistike. Proučeval je literate s celjskega področja, zbiral gradiva in pisal o njih. Poudariti je potrebno tudi njegovo uredniško delo, saj je bil v letih 1951–1994 član uredniškega odbora Celjskega zbornika, v letih 1971–1981 pa njegov odgovorni urednik. Po upokojitvi se je v celoti posvetil urejanju Aškerčevih zbranih del.